# Портал еУправа Републике Србије
еУправа је државни веб-портал Републике Србије основан 2010. године који одржава Канцеларија за информационе технологије и електронску управу. Портал представља јединствено место свих електронских услуга у Републици Србији. Коришћењем Портала грађанима је олакшана комуникација са државним органима и целокупном јавном администрацијом у смислу лакшег проналажења информација и одговарајућих формулара, као и једноставнијег подношења захтева, пријема решења и осталих докумената.

## Државни органи који пружају електронске услуге

### Локалне самоуправе:[2]
1. Град Лозница
2. Град Београд
3. Град Ваљево
4. Град Сремска Митровица
5. Град Ниш
6. Град Панчево

### Државне управе:
1. Канцеларија за информационе технологије и електронску управу
2. Министарство правде
3. Министарство просвете, науке и технолошког развоја
4. Министарство унутрашњих послова Републике Србије
5. Национална служба за запошљавање
6. Републички фонд за здравствено осигурање
7. Агенција за лекове и медицинска средства Србије
8. Институт за јавно здравље Србије "Др Милан Јовановић Батут"
9. Министарство за рад, запошљавање, борачка и социјална питања
10. Министарство омладине и спорта
11. Агенција за борбу против корупције
12. Министарство спољних послова
13. Министарство трговине, туризма и телекомуникација
14. Служба за управљање кадровима
15. Завод за интелектуалну својину Републике Србије
16. Министарство грађевинарства, саобраћаја и инфраструктуре
17. Министарство финансија - Управа за трезор
18. Прекршајни суд у Смедереву
19. Министарство пољопривреде, шумарства и водопривреде - Управа за аграрна плаћања
20. Основни суд у Рашкој
21. Народна банка Србије
22. Министарство за људска и мањинска права и друштвени дијалог
23. Кабинет министра без портфеља задужен за унапр. развоја недовољно развијених општина на терито. РС